# Apterolarnaca apta
Apterolarnaca apta is een rechtvleugelig insect uit de familie Gryllacrididae. De wetenschappelijke naam van deze soort is voor het eerst geldig gepubliceerd in 2004 door Gorochov.